# Kellenberg (Hemsloh)
Kellenberg ist eine Ortschaft bzw. Wohnplatz auf dem Gebiet der Gemeinde Hemsloh in der Samtgemeinde Rehden, Landkreis Diepholz.
Sie liegt an der Bundesstraße 239 südwestlich des gleichnamigen Kellenbergs. Südwestlich der Ortschaft liegt das Rehdener Geestmoor. Die Veranstaltung Rock am Kellenberg findet alljährlich an der Straße Speckendamm statt. Es ist ein Festival für Rock, Hardrock und Progressive Rock. Nördlich des Orts befinden sich mehrere Sandgruben und künstliche Seen.